# Kavurma

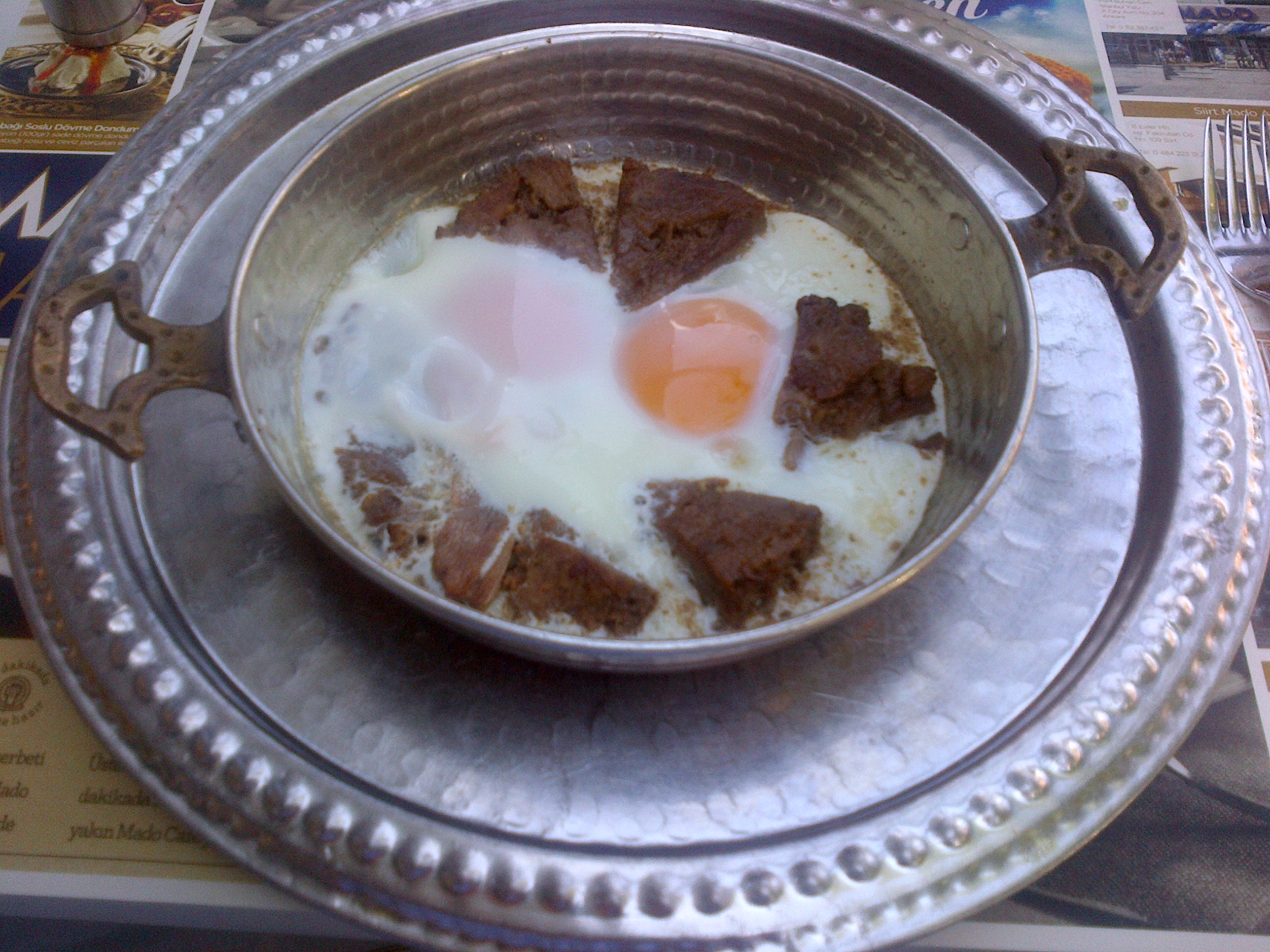
"Sahanda yumurtalı kavurma" (la carn curada kavurma amb ous en sahan). "Sahan" és una paella petita de dues nanses, per cuinar plats d'esmorzar individuals com ous ferrats ("sahanda yumurta") etc.

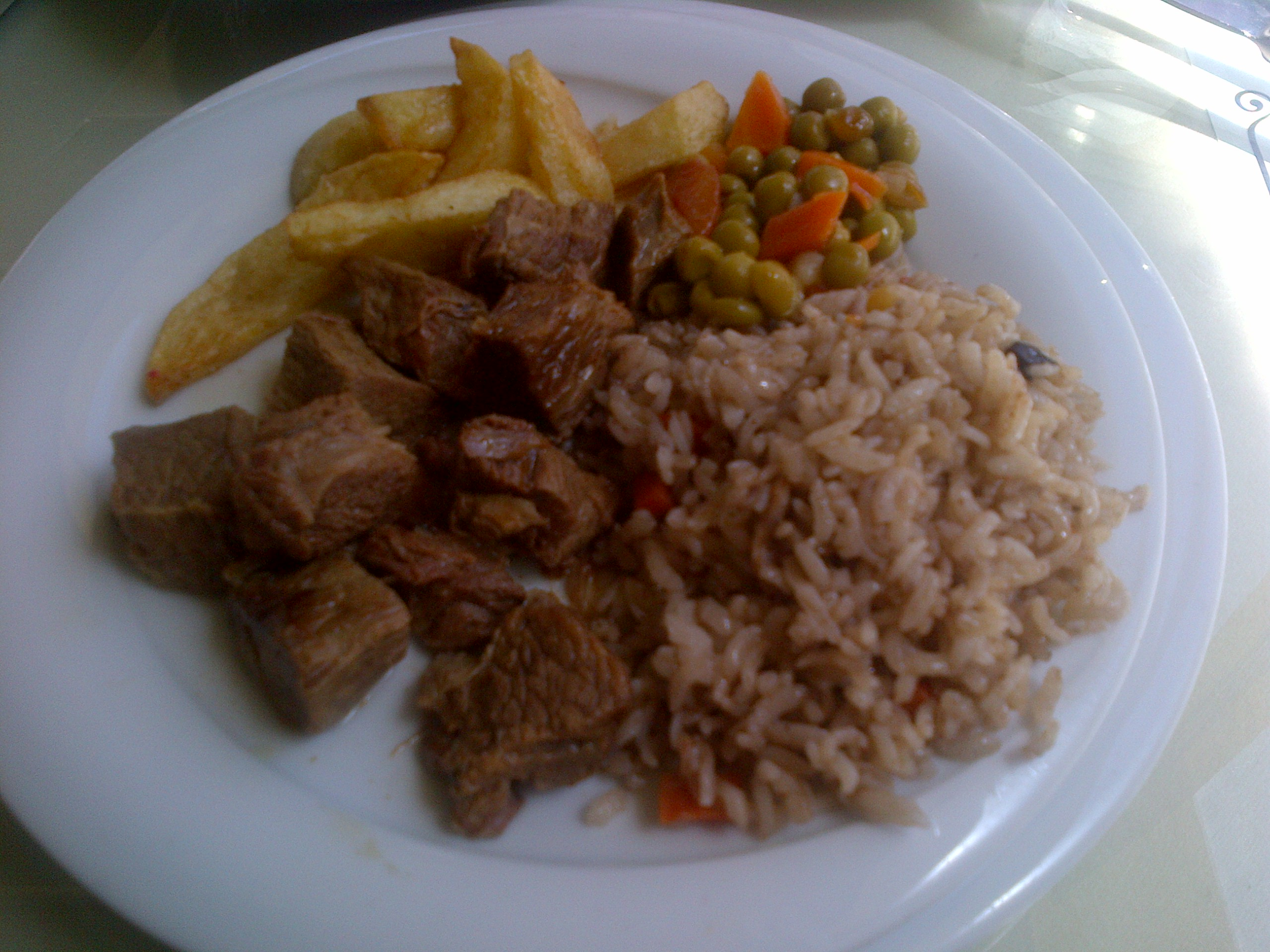
Kavurma (el plat de carn fresca saltada) i "içli pilav", un plat d'arròs amb especiès, pèsols, i patates fregides en un restaurant d'Ankara.

Kavurma (turc, significa 'saltat') es tracta de dues elaboracions de carn a la cuina turca.
Una d'aquestes preparacions és una tècnica per a conservar la carn, mentre que l'altra és un plat de vedella o d'ovella, fet només amb carn fresca, sèu, sal i espècies, en dies especials com ara la festa del sacrifici. La carn curada kavurma pot ser consumida per a menjar com un plat d'esmorzar, generalment amb ous fregits, o es fa servir per a fer altres plats com un ingredient de carn o per a la farcida de dürüm, o pide, coques turques. La paraula turca kavurma també es fa servir a Bulgària.
Existeixen uns plats a la cuina de l'Àsia del Sud que s'anomenen korma, que poden tenir una relació etimològica remota amb la paraula kavurma.